# Rucsac

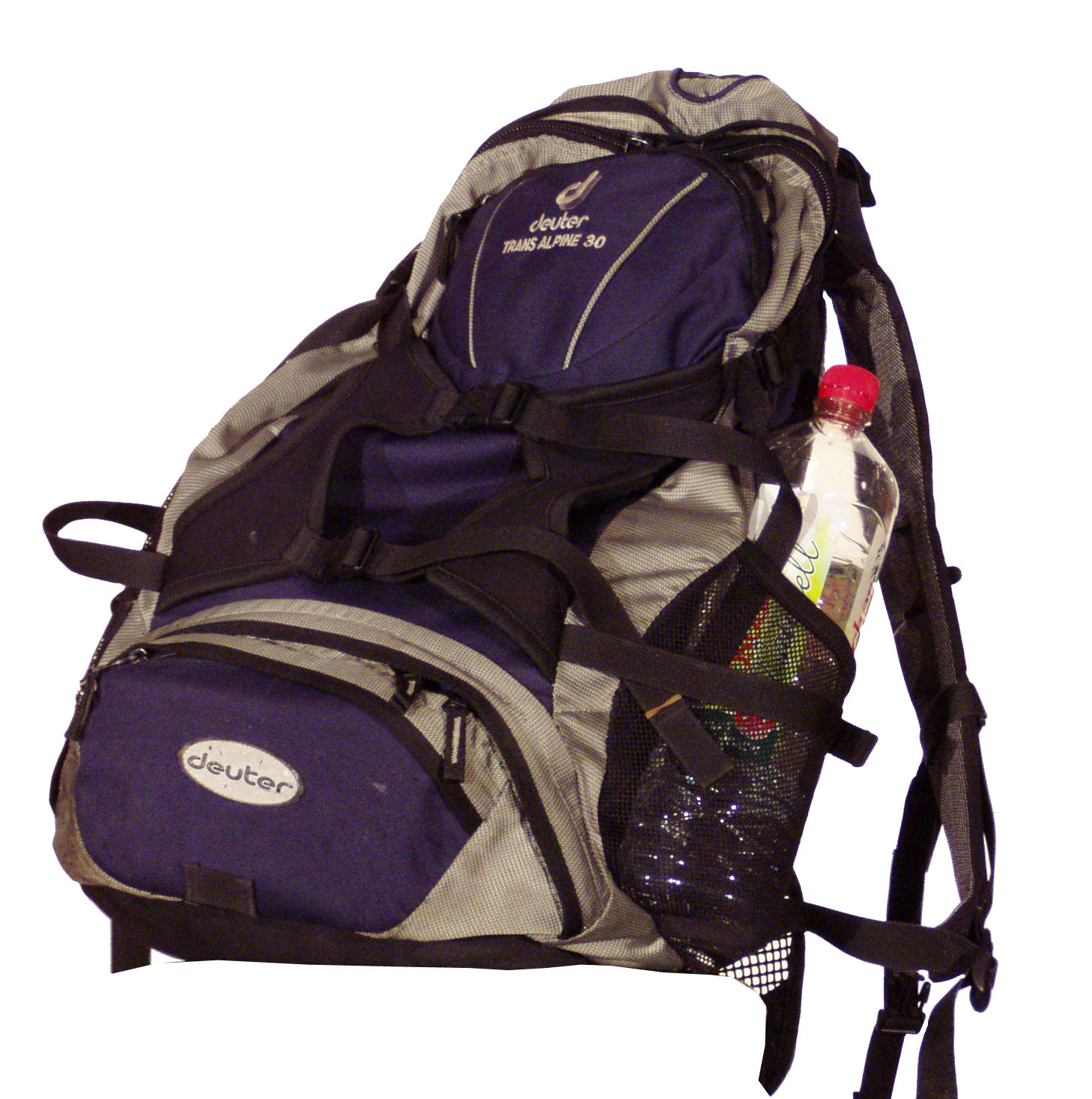
Rucsac

Un rucsac – numit și  raniță, (rar) sac, (prin Transilvania și Banat) borneu – este, în cea mai simplă formă fără cadru, un sac de țesătură purtat pe spate și asigurat cu două curele care trec peste umeri, dar poate avea și cadru extern, cadru intern .
Rucsacurile sunt utilizate în mod obișnuit de către drumeți și studenți și sunt adesea preferate genților de mână pentru a transporta încărcături grele sau pentru a transporta orice fel de echipament, din cauza capacității limitate de a transporta greutăți mari pentru perioade lungi de timp în mâini.

## Etimologie
Numele de rucsac provine de la cuvântul german “rucksack”, acesta fiind folosit mai mult în Regatul Unit și în forțele militare vestice. În germană, “der Rücken” inseamnă “spate” (ca și parte a corpului) și “Sack” înseamnă “sac, geantă”. 